# Anoplophora coeruleoantennata
Anoplophora coeruleoantennata är en skalbaggsart som först beskrevs av Stefan von Breuning 1946.  Anoplophora coeruleoantennata ingår i släktet Anoplophora och familjen långhorningar. Inga underarter finns listade i Catalogue of Life.